# Invocator
Gli Invocator sono una band technical thrash metal danese, formatasi ad Esbjerg nel 1986.

## Formazione

### Formazione attuale
- Jacob Hansen - chitarra e voce
- Flemming C. Lund - chitarra
- Carsten N. Mikkelsen - basso
- Jakob Gundel - batteria

### Ex componenti

#### Chitarra
- Jakob Schultz
- Søren Christensen

#### Basso
- Per Jakobsen
- Otto Hansen
- Mikkel Henssel
- Jesper Jensen
- Finn Pedersen

#### Batteria
- Erik Zoega
- Per M. Jensen
- Brian Rasmussen
- Simon Melsen

## Discografia

### Album in studio
- 1991 - Excursion Demise (Black Mark Records)
- 1993 - Weave the Apocalypse (Black Mark Records)
- 1995 - Dying to Live (Progress Records)
- 2003 - Through the Flesh to the Soul (Scarlet Records)

### Raccolte
- 1994 - Early Years (Progress Records)

### Demo
- 1987 - Live 87
- 1988 - Genetic Confusion
- 1989 - Alterations
- 1992 - Promotape '92
- 2002 - Demo 2002